# Fiesta del Antroxu (Avilés)
La fiesta del Antroxu de Avilés está declarada como de interés turístico regional.
La fiesta es una sucesión de actos, llenándose la ciudad del ambiente festivo durante una semana. El Antroxu es dirigido por los Reyes del Goxu y la Faba, posición de honor a la que al año se debe renunciar en favor de un nuevo Príncipe y futuro Rey. Los actos principales son:
- Miércoles: inauguración, entrega de las Sardinas Arenque Naturales a los Reyes del Goxu y la Faba.
- Jueves de Comadres: día en que las mujeres toman el control de la ciudad y se reúnen para merendar y cenar mientras los hombres son dejados en sus casas.
- Viernes: pregón y coronación de los Reyes del Goxu y la Faba. Se planta la Vieya (muñeco de trapo que asemeja a una anciana) en el centro de Avilés, visible para todos. Inicio del antroxu propiamente dicho.
- Sábado del Descenso: se celebra el Descenso Internacional y Fluvial de la Calle de Galiana, fiesta grande del Antroxu avilesino.
- Domingo: Ginkana automovilística y Olim-Piara, donde los vecinos participan en las competiciones más absurdas y divertidas.
- Lunes : Murgas, charangas y fanfarrias recorren la ciudad.
- Martes: Desfile de Antroxu, donde se reúnen vehículos y vecinos disfrazados (antroxados) en un recorrido por las calles.
- Miércoles de Ceniza: velatorio y entierro de la sardina, donde con gran pena se despide el antroxu hasta el siguiente año. Se le entregan los poderes al Príncipe del Goxu y la Faba, encargado de elegir la ambientación y organizar el antroxu siguiente. Se quema la Vieya.

Cabe destacar el menú de Antroxu, una oferta gastronómica especialmente pensada para estas fiestas y que organizan los hosteleros locales año a año. A su vez, dichos locales se disfrazan (antroxan) compitiendo entre sí por lograr la mejor ambientación y colaborando así al colorido de la ciudad en esos días.
- Datos: Q5861750
- Multimedia: Carnival in Avilés / Q5861750